# Kádártai dolomitmezők
Kádártai dolomitmezők este o arie protejată (arie specială de conservare — SAC, sit de importanță comunitară — SCI) din Ungaria întinsă pe o suprafață de 793,45 ha, integral pe uscat.

## Localizare
Centrul sitului Kádártai dolomitmezők este situat la coordonatele 47°07′22″N 17°59′35″E / 47.122778°N 17.993056°E.

## Înființare
Situl Kádártai dolomitmezők a fost declarat sit de importanță comunitară în mai 2004 pentru a proteja 3 specii de plante și 4 specii de animale. Situl a fost protejat și ca arie specială de conservare în februarie 2010.

## Biodiversitate
Situată în ecoregiunea panonică, aria protejată conține 5 habitate naturale: Tufărișuri subcontinentale peripanonice, Pajiști cu Molinia pe soluri calcaroase, turboase sau argilos-nămoloase (Molinion caeruleae), Pajiști stepice subpanonice, Pajiști panonice carstice (Stipo-Festucetalia pallentis), Păduri panonice cu Quercus pubescens.
La baza desemnării sitului se află mai multe specii protejate:
- plante (3): Dianthus plumarius subsp. regis-stephani, Iris humilis subsp. arenaria, Seseli leucospermum
- mamifere (2): vidră de râu (Lutra lutra), popândău (Spermophilus citellus)
- nevertebrate (1): fluturele auriu (Euphydryas aurinia)
- reptile (1): țestoasa de baltă (Emys orbicularis)

Pe lângă speciile protejate, pe teritoriul sitului au mai fost identificate 2 specii de plante, 1 specie de nevertebrate.